# Exlineia rhinoceros
Exlineia rhinoceros is een hooiwagen uit de familie Zalmoxioidae.